# Rdza świerka i bagna

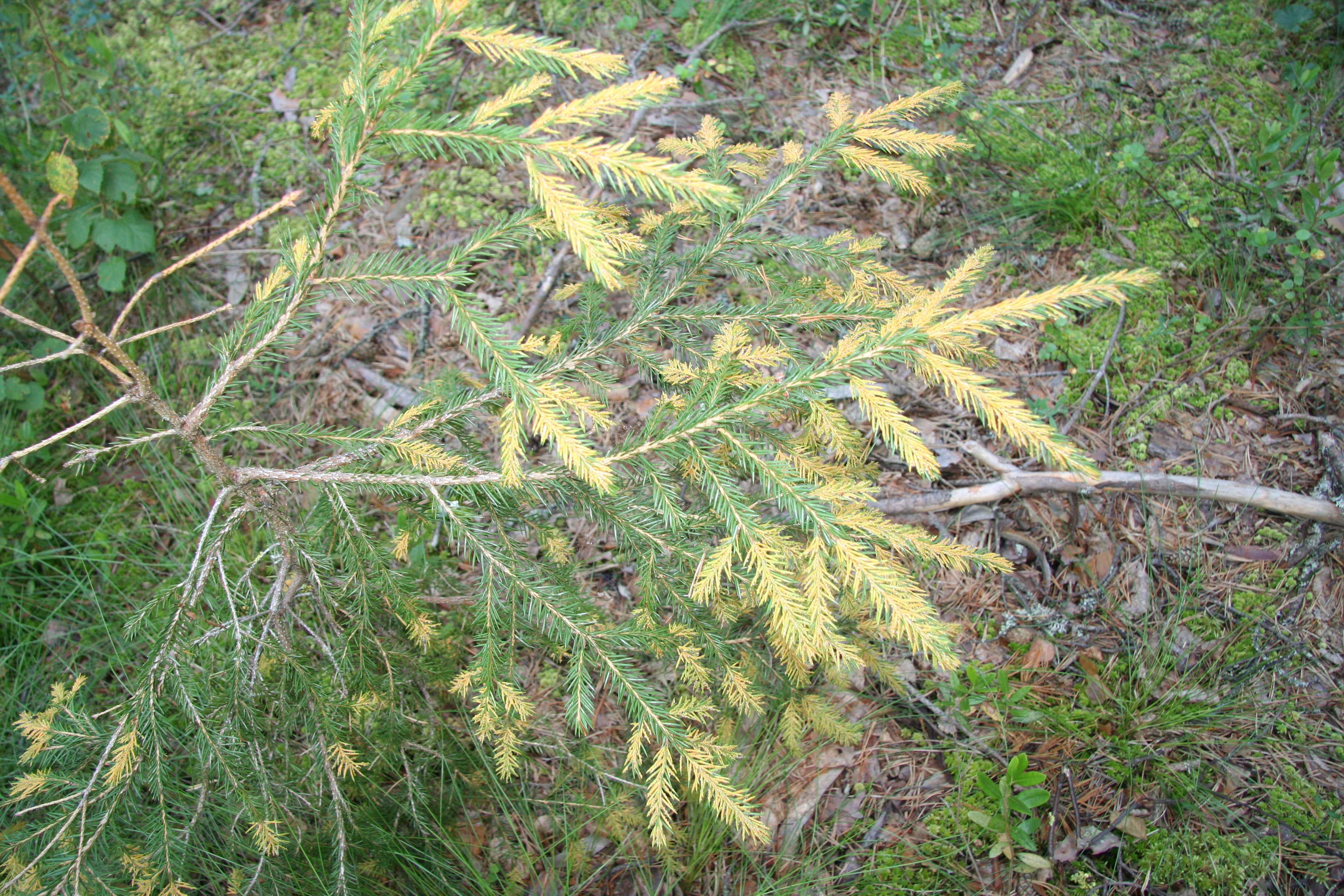
Objawy choroby na młodym świerku

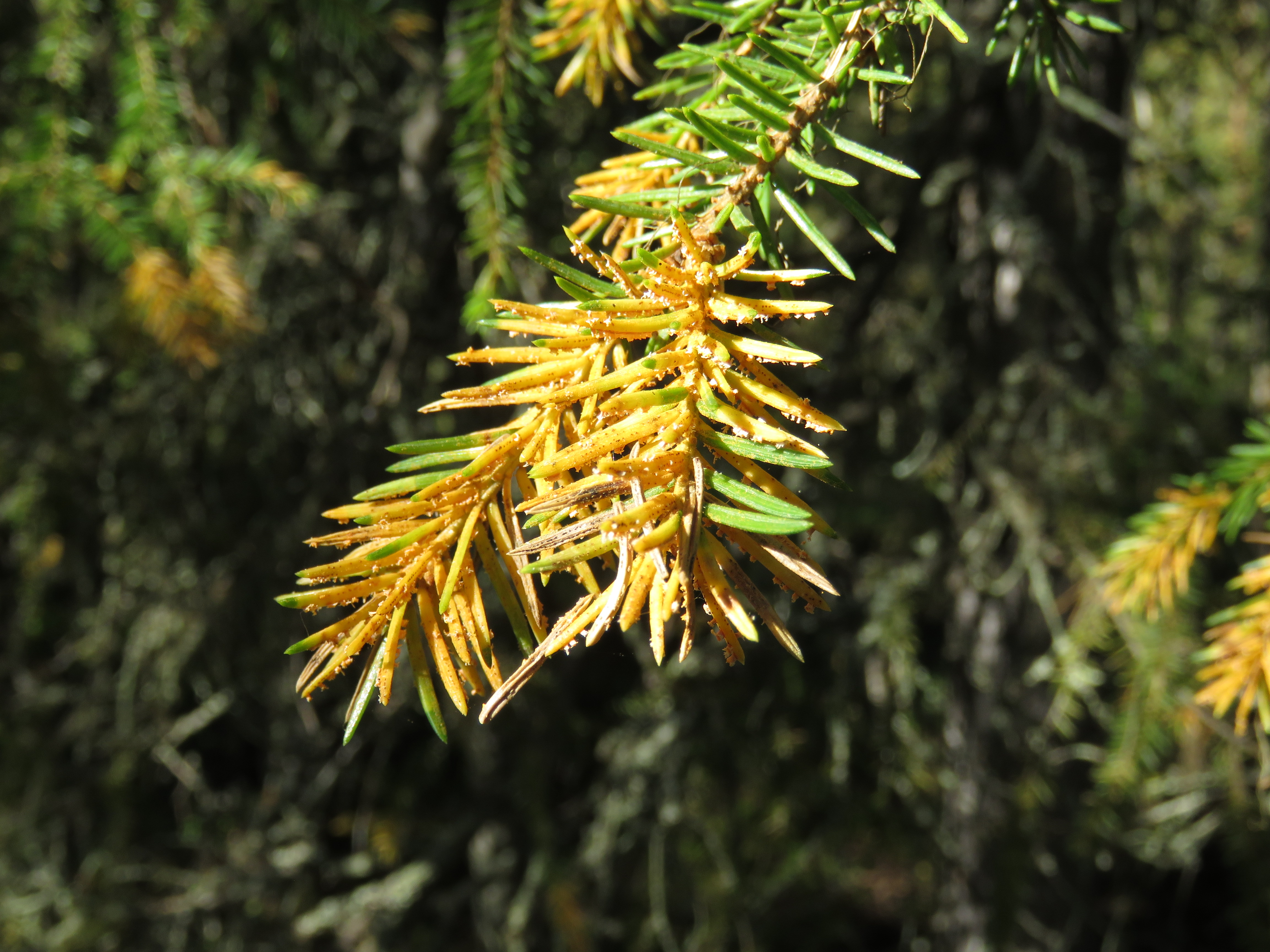
Porażone igły świerka

Rdza świerka i bagna – grzybowa choroba roślin z grupy rdzy, wywołana przez Chrysomyxa ledi. Poraża różne gatunki świerków (Picea). Drugim żywicielem patogenu jest bagno zwyczajne (Ledum palustre).

## Objawy i rozwój choroby
Pierwsze objawy na świerkach pojawiają się w maju. Na ich tegorocznych igłach tworzą się trudno dostrzegalne spermogonia, a wkrótce potem białawe ecja o średnicy do 1 mm. Te ostatnie powstają w rzędach lub pojedynczo na górnej stronie igieł, rzadziej na dolnej. Porażone igły żółkną, a po dojrzeniu ecjospor opadają. Roznoszone przez wiatr ecjospory porażają bagno zwyczajne. Na dolnej stronie jego liści powstają żółtopomarańczowe ecja uredinialne o średnicy około 0,3 mm, potem pomarańczowoczerwone telia. Powstające w teliach teliospory porażają świerka.
Mimo że do pełnego cyklu życiowego patogen potrzebuje dwóch żywicieli, może się utrzymać na bagnie zwyczajnym bez świerka, jego grzybnia zimuje bowiem na pędach bagna. Na świerku rozwijają się tylko jego przejściowe stadia w sezonie wegetacyjnym.
Na świerku pasożytuje jeszcze inny, spokrewniony gatunek grzyba – Chrysomyxa abieti. Powoduje on rdzę złotawą świerka.

## Ochrona
W uprawach świerków zapobiega się chorobie lub ogranicza jej rozmiar przez prawidłowe zabiegi pielęgnacyjne. Należy unikać nadmiernego ich zagęszczenia i przerzedzać je, zwłaszcza w młodym wieku. Porażone gałęzie usuwa się. Należy to wykonać przed ukazaniem się teliospor, czyli do końca kwietnia.